# مؤسسه راکفلر
مؤسسه راکفلر (به انگلیسی: Rockefeller Institute of Government) موسسه دولتی راکفلر، شاخه تحقیقاتی سیاست عمومی دانشگاه ایالتی نیویورک است. این موسسه تحقیقات و تحلیل‌های بی‌طرفانه‌ای در مورد دولت و امور مالی ایالتی و محلی، فدرالیسم آمریکایی، مدیریت عمومی و مسائل ایالت نیویورک انجام می‌دهد. این موسسه در آلبانی، نیویورک، ایالات متحده واقع شده است.

## پیشینه
موسسه راکفلر در سال ۱۹۸۱، همزمان با کالج امور عمومی و سیاست نلسون ای. راکفلر در دانشگاه آلبانی، به پیشنهاد کلیفتون وارتون، رئیس وقت دانشگاه ایالتی نیویورک، برای قدردانی از نقشی که فرماندار راکفلر در گسترش دانشگاه‌های ایالتی و شهری ایفا کرده بود، تأسیس شد.
وارن ایلچمن تا سال ۱۹۸۷ اولین مدیر موسسه بود، در آن زمان دیوید اندرسن به عنوان مدیر موقت منصوب شد. در سال ۱۹۸۹، ریچارد پی. ناتان دومین مدیر موسسه شد. ناتان پیش از آمدن به آلبانی، استاد دانشگاه پرینستون بود، در موسسه بروکینگز کار می‌کرد و در اولین دولت نیکسون خدمت می‌کرد. از سال ۲۰۰۵ تا ۲۰۰۹، این موسسه دو مدیر مشترک داشت، ریچارد ناتان و توماس گیس. در ۲۳ اکتبر ۲۰۰۹، ریچارد ناتان پس از ۲۰ سال رهبری موسسه بازنشسته شد. در ۱ ژوئیه ۲۰۱۰، توماس گیس سومین مدیر شد.

## تحقیق و پروژه
حوزه‌های تحقیقاتی اصلی موسسه راکفلر شامل توسعه اقتصادی، آموزش، فدرالیسم، سیاست مالی و سیاست سلامت است. این موسسه برنامه بورسیه تحصیلی امپایر استیت را برای آماده‌سازی شرکت‌کنندگان برای کارهای آینده در دولت ایالتی نیویورک اجرا می‌کند.